# ITF Women’s World Tennis Tour 2022 (Oktober–Dezember)
In den folgenden Tabellen werden die Tennisturniere des vierten Quartals des ITF Women’s World Tennis Tour 2022 dargestellt.

## Turnierplan
| Kategorien            | Kategorien           |
| World Tennis Tour 25+ | World Tennis Tour 15 |
| --------------------- | -------------------- |
| W100                  | —                    |
| W80                   | —                    |
| W60                   | —                    |
| W25                   | —                    |
| —                     | W15                  |

### Oktober
| Datum 1 | Turnierort                                                    | Siegerin Einzel             | Siegerinnen Doppel                             |
| ------- | ------------------------------------------------------------- | --------------------------- | ---------------------------------------------- |
| 3.10.   | Rancho Santa Fe Rancho Santa Fe Open 2022                     | Marcela Zacarías            | Elvina Kalieva Katarzyna Kawa                  |
| 3.10.   | Trnava Empire Women’s Indoor I 2022                           | Katie Swan                  | Mariam Bolkwadse Maia Lumsden                  |
| 3.10.   | Cairns                                                        | Priscilla Hon               | Naiktha Bains Alexandra Bozovic                |
| 3.10.   | Sosopol                                                       | Denislawa Gluschkowa        | Irina Chromatschowa Elena Malõgina             |
| 3.10.   | Šibenik                                                       | Jéssica Bouzas Maneiro      | Weronika Falkowska Jaimee Fourlis              |
| 3.10.   | Makinohara                                                    | Ikumi Yamazaki              | Mayuka Aikawa Momoko Kobori                    |
| 3.10.   | Santa Margherita di Pula                                      | Caijsa Hennemann            | Jessie Aney Sapfo Sakellaridi                  |
| 3.10.   | Hua Hin                                                       | Bai Zhuoxuan                | Peangtarn Plipuech Erika Sema                  |
| 3.10.   | Redding                                                       | Kayla Day                   | Rasheeda McAdoo Hanna Posnichirenko            |
| 3.10.   | Eldorado                                                      | Luciana Moyano              | Berta Bonardi Tiziana Rossini                  |
| 3.10.   | Scharm asch-Schaich                                           | Polina Jazenko              | Patricija Paukštytė Vivian Yang                |
| 3.10.   | Reims                                                         | Céline Naef                 | Irina Balus Céline Naef                        |
| 3.10.   | Baza                                                          | Lucía Peyre                 | Lucía Llinares Domingo Olga Parres Azcoitia    |
| 3.10.   | Monastir                                                      | Wei Sijia                   | Lee Ya-hsin Tsao Chia-yi                       |
| 10.10.  | Trnava Empire Women’s Indoor II 2022                          | Eva Lys                     | Sofja Lansere Rebecca Šramková                 |
| 10.10.  | Monastir Open Feu Aziz Zouhir 2022                            | Kristina Mladenovic         | Priska Madelyn Nugroho Wei Sijia               |
| 10.10.  | Las Vegas Henderson Tennis Open 2022                          | Yuan Yue                    | Carmen Corley Ivana Corley                     |
| 10.10.  | Tucumán                                                       | Paula Ormaechea             | Lexie Stevens Walerija Strachowa               |
| 10.10.  | Cairns                                                        | Lizette Cabrera             | Talia Gibson Petra Hule                        |
| 10.10.  | Sosopol                                                       | Zeynep Sönmez               | Darja Astachowa Irina Chromatschowa            |
| 10.10.  | Fredericton                                                   | Stacey Fung                 | Arianne Hartono Olivia Tjandramulia            |
| 10.10.  | Cherbourg-en-Cotentin                                         | Céline Naef                 | Irene Burillo Escorihuela Andrea Lázaro García |
| 10.10.  | Hamamatsu                                                     | Haruka Kaji                 | Haruna Arakawa Aoi Ito                         |
| 10.10.  | Santa Margherita di Pula                                      | Carlota Martínez Círez      | Angelica Moratelli Camilla Rosatello           |
| 10.10.  | Quinta do Lago                                                | Jéssica Bouzas Maneiro      | Francisca Jorge Matilde Jorge                  |
| 10.10.  | Hua Hin                                                       | Bai Zhuoxuan                | Sofia Costoulas Punnin Kovapitukted            |
| 10.10.  | Florence                                                      | Peyton Stearns              | Allura Zamarripa Maribella Zamarripa           |
| 10.10.  | Scharm asch-Schaich                                           | Karola Bejenaru             | Cho I-hsuan Cho Yi-tsen                        |
| 10.10.  | Iraklio                                                       | Ivana Šebestová             | Silvia Ambrosio Ivana Šebestová                |
| 10.10.  | Monastir                                                      | Kristina Paskauskas         | Lee Ya-hsin Tsao Chia-yi                       |
| 17.10.  | Saguenay (Stadt) Challenger Banque Nationale de Saguenay 2022 | Karman Kaur Thandi          | Arianne Hartono Olivia Tjandramulia            |
| 17.10.  | Hamburg Challenger Hamburg 2022                               | Rebeka Masarova             | Miriam Kolodziejová Jesika Malečková           |
| 17.10.  | Glasgow Glasgow $60K Pro-Series 2022                          | Yuriko Miyazaki             | Freya Christie Ali Collins                     |
| 17.10.  | Macon Mercer Tennis Classic 2022                              | Madison Brengle             | Anna Rogers Christina Rosca                    |
| 17.10.  | Sosopol                                                       | Adithya Karunaratne         | Ma Yexin Yang Ya-yi                            |
| 17.10.  | Santa Margherita di Pula                                      | Brenda Fruhvirtová          | Jessie Aney Sapfo Sakellaridi                  |
| 17.10.  | Loulé                                                         | Victoria Jiménez Kasintseva | Francisca Jorge Matilde Jorge                  |
| 17.10.  | Sevilla                                                       | Raluca Șerban               | İpek Öz Nika Radišić                           |
| 17.10.  | Fort Worth                                                    | Liv Hovde                   | Katarina Kozarov Marija Kosyrewa               |
| 17.10.  | Bucaramanga                                                   | Kaitlin Quevedo             | Lexie Stevens Walerija Strachowa               |
| 17.10.  | Scharm asch-Schaich                                           | Anastassija Gurjewa         | Tilwith Di Girolami Anastassija Gurjewa        |
| 17.10.  | Iraklio                                                       | Oleksandra Oliynykova       | Ilinca Amariei Lauryn John-Baptiste            |
| 17.10.  | Monastir                                                      | Hanne Vandewinkel           | Lee Ya-hsin Tsao Chia-yi                       |
| 17.10.  | Antalya                                                       | Tamara Čurović              | Celine Simunyu Melis Ayda Uyar                 |
| 24.10.  | Les Franqueses del Vallès Les Franqueses del Vallès 2022      | Jasmine Paolini             | Aliona Bolsova Rebeka Masarova                 |
| 24.10.  | Poitiers Internationaux Féminins de la Vienne 2022            | Petra Marčinko              | Miriam Kolodziejová Markéta Vondroušová        |
| 24.10.  | Tyler Christus Health Pro Challenge 2022                      | Taylor Townsend             | Marija Kosyrewa Ashley Lahey                   |
| 24.10.  | Playford City of Playford International 2022/Damen            | Kimberly Birrell            | Alexandra Bozovic Talia Gibson                 |
| 24.10.  | Toronto Tevlin Challenger 2022                                | Robin Anderson              | Michaela Bayerlová Jang Su-jeong               |
| 24.10.  | Ibagué                                                        | María Herazo González       | Yuliana Lizarazo María Paulina Pérez García    |
| 24.10.  | Trnava                                                        | Wera Lapko                  | Lea Bošković Weronika Falkowska                |
| 24.10.  | Istanbul                                                      | Polina Kudermetowa          | Jasmijn Gimbrère Jekaterina Jaschina           |
| 24.10.  | Loughborough                                                  | Emily Appleton              | Joanna Garland Gabriela Knutson                |
| 24.10.  | Scharm asch-Schaich                                           | Jelena Pridankina           | Anastassija Gurjewa Jelena Pridankina          |
| 24.10.  | Iraklio                                                       | Ilinca Amariei              | Lauryn John-Baptiste Oleksandra Oliynykova     |
| 24.10.  | Monastir                                                      | Manon Léonard               | Elena Milovanović Wei Sijia                    |
| 24.10.  | Antalya                                                       | Anca Alexia Todoni          | Anna Ureke Walerija Juschtschenko              |
| 31.10.  | Shrewsbury GB Pro-Series Shrewsbury 2022                      | Markéta Vondroušová         | Miriam Kolodziejová Markéta Vondroušová        |
| 31.10.  | Sydney NSW Open 2022/Damen                                    | Mai Hontama                 | Destanee Aiava Lisa Mays                       |
| 31.10.  | Barranquilla Barranquilla Open 2022                           | Panna Udvardy               | Tímea Babos Kateryna Wolodko                   |
| 31.10.  | Nantes 21ème Engie Open Nantes Atlantique 2022                | Kamilla Rachimowa           | Magali Kempen Wu Fang-hsien                    |
| 31.10.  | Haabneeme                                                     | Malene Helgø                | Malene Helgø Suzan Lamens                      |
| 31.10.  | Jerusalem                                                     | Polina Kudermetowa          | Lee Pei-chi Sopia Schapatawa                   |
| 31.10.  | Trnava                                                        | Jana Fett                   | Jekaterina Makarowa Alice Robbe                |
| 31.10.  | Scharm asch-Schaich                                           | Li Zongyu                   | Cho I-hsuan Cho Yi-tsen                        |
| 31.10.  | Iraklio                                                       | Oleksandra Oliynykova       | Ilinca Amariei Elena Korokozidi                |
| 31.10.  | Solarino                                                      | Maria Vittoria Viviani      | Leonie Küng Lian Tran                          |
| 31.10.  | Castellón                                                     | Alina Tscharajewa           | Laura Böhner Noelia Bouzo Zanotti              |
| 31.10.  | Monastir                                                      | Merna Refaat                | Eleni Kordolaimi Merna Refaat                  |
| 31.10.  | Antalya                                                       | Anastassija Solotarjowa     | Li Yu-yun Aruschan Saghandyqowa                |

### November
| Datum 1 | Turnierort                                          | Siegerin Einzel           | Siegerinnen Doppel                              |
| ------- | --------------------------------------------------- | ------------------------- | ----------------------------------------------- |
| 7.11.   | Calgary Calgary National Bank Challenger 2022/Damen | Robin Montgomery          | Catherine Harrison Sabrina Santamaria           |
| 7.11.   | Scharm asch-Schaich                                 | Arantxa Rus               | Arantxa Rus Nina Stojanović                     |
| 7.11.   | Kiryat Motzkin                                      | Hanna Kubarawa            | Weronika Falkowska Jekaterina Reingold          |
| 7.11.   | Yokohama                                            | Han Na-lae                | Saki Imamura Naho Satō                          |
| 7.11.   | Iraklio                                             | Lucija Ćirić Bagarić      | Simona Ogescu Sapfo Sakellaridi                 |
| 7.11.   | Solarino                                            | Federica Bilardo          | Virginia Ferrara Giorgia Pedone                 |
| 7.11.   | Lima                                                | Noelia Zeballos           | Anastasia Iamachkine Lucciana Pérez Alarcón     |
| 7.11.   | Monastir                                            | Manon Léonard             | Naïma Karamoko Bojana Marinković                |
| 7.11.   | Antalya                                             | Anastassija Solotarjowa   | Mayuka Aikawa Tamara Čurović                    |
| 7.11.   | Champaign                                           | Tian Fangran              | Katherine Duong Megan Heuser                    |
| 14.11.  | Madrid Open Villa de Madrid 2022                    | Aliona Bolsova            | Aliona Bolsova Rebeka Masarova                  |
| 14.11.  | Meitar Meitar Open 2022                             | Mirra Andrejewa           | Valentini Grammatikopoulou Jekaterina Jaschina  |
| 14.11.  | Tokio Ando Securities Open Tokyo 2022               | Wang Xinyu                | Hsieh Yu-chieh Jessy Rompies                    |
| 14.11.  | Bratislava J&T Banka Slovak Open 2022               | Ana Konjuh                | Jesika Malečková Renata Voráčová                |
| 14.11.  | Traralgon                                           | Priska Madelyn Nugroho    | Naiktha Bains Alana Parnaby                     |
| 14.11.  | Scharm asch-Schaich                                 | Nina Stojanović           | Polina Jazenko Alina Kornejewa                  |
| 14.11.  | Helsinki                                            | Taylor Ng                 | Katarina Jokić Taylor Ng                        |
| 14.11.  | Saint-Étienne                                       | Audrey Albié              | Conny Perrin Eden Silva                         |
| 14.11.  | Iraklio                                             | Lina Gjorcheska           | Oana Gavrilă Lija Karatantschewa                |
| 14.11.  | Funchal                                             | Emina Bektas              | Francisca Jorge Matilde Jorge                   |
| 14.11.  | Solarino                                            | Beatrice Ricci            | Samira De Stefano Camilla Gennaro               |
| 14.11.  | Nairobi                                             | Emily Seibold             | Sravya Shivani Chilakalapudi Celine Simunyu     |
| 14.11.  | Lima                                                | Sofia Sewing              | Romina Ccuno María Herazo González              |
| 14.11.  | Nules                                               | Alina Tscharajewa         | Jimar Geraldine Gerald González Antonia Samudio |
| 14.11.  | Monastir                                            | Hanne Vandewinkel         | Tsao Chia-yi Wu Fang-hsien                      |
| 14.11.  | Antalya                                             | Tamara Čurović            | Li Yu-yun Koharu Niimi                          |
| 14.11.  | Waco                                                | Martina Okáľová           | Alicia Herrero Liñana Marija Kononowa           |
| 21.11.  | Valencia Open Ciudad de Valencia 2022               | Marina Bassols Ribera     | Cristina Bucșa Ylena In-Albon                   |
| 21.11.  | Traralgon                                           | Destanee Aiava            | Destanee Aiava Katherine Westbury               |
| 21.11.  | St. Ulrich                                          | Ana Konjuh                | Jekaterina Owtscharenko Sapfo Sakellaridi       |
| 21.11.  | Pétange                                             | Mona Barthel              | Magali Kempen Xenia Knoll                       |
| 21.11.  | Iraklio                                             | Jekaterina Makarowa       | Oana Gavrilă Jekaterina Makarowa                |
| 21.11.  | Mar del Plata                                       | Luisa Meyer auf der Heide | Ana Candiotto Anastasia Iamachkine              |
| 21.11.  | Scharm asch-Schaich                                 | Aljona Falej              | Cho I-hsuan Cho Yi-tsen                         |
| 21.11.  | Nairobi                                             | Caroline Roméo            | Smriti Bhasin Angella Okutoyi                   |
| 21.11.  | Lousada                                             | Kajsa Rinaldo Persson     | Océane Babel Leonie Küng                        |
| 21.11.  | Monastir                                            | Hanne Vandewinkel         | Tsao Chia-yi Wu Fang-hsien                      |
| 21.11.  | Antalya                                             | Xenija Laskutowa          | Li Yu-yun Amelie Van Impe                       |
| 21.11.  | Santo Domingo                                       | Amelia Rajecki            | Nell Miller Amelia Rajecki                      |
| 28.11.  | Rio de Janeiro Aberto da República 2022             | Iryna Schymanowitsch      | Ingrid Gamarra Martins Francisca Jorge          |
| 28.11.  | Sëlva                                               | Clara Tauson              | Katarina Jokić Taylor Ng                        |
| 28.11.  | Scharm asch-Schaich                                 | Nahia Berecoechea         | Cho I-hsuan Cho Yi-tsen                         |
| 28.11.  | Loudada                                             | Tess Sugnaux              | Iveta Dapkute Julita Saner                      |
| 28.11.  | Monastir                                            | Caroline Roméo            | Tsao Chia-yi Wu Fang-hsien                      |
| 28.11.  | Antalya                                             | Mayuka Aikawa             | Li Yu-yun Anna Zyryanova                        |
| 28.11.  | Santo Domingo                                       | Jenna DeFalco             | Lucie Petruželová Ruxandra Schech               |
| 28.11.  | Valencia                                            | Alba Rey Garcia           | Darja Semeņistaja Marine Szostak                |
| 28.11.  | Buenos Aires                                        | Luisa Meyer auf der Heide | Fernanda Astete Anastasia Iamachkine            |
| 28.11.  | Oberpullendorf                                      | Lucija Ćirić Bagarić      | Polina Leikina Sofiia Nagornaia                 |

### Dezember
| Datum 1 | Turnierort                                                | Siegerin Einzel               | Siegerinnen Doppel                                       |
| ------- | --------------------------------------------------------- | ----------------------------- | -------------------------------------------------------- |
| 5.12.   | Dubai Al Habtoor Tennis Challenge 2022                    | Elsa Jacquemot                | Tímea Babos Kristina Mladenovic                          |
| 5.12.   | Monastir                                                  | Çağla Büyükakçay              | Oana Gavrilă Sapfo Sakellaridi                           |
| 5.12.   | Scharm asch-Schaich                                       | Katy Dunne                    | Cho I-hsuan Cho Yi-tsen                                  |
| 5.12.   | Antalya                                                   | abgebrochen (keine Siegerin)  | Mariana Dražić Amarissa Kiara Tóth                       |
| 5.12.   | Valencia                                                  | Tiantsoa Rakotomanga Rajaonah | Candela Aparisi Gonzalez-Vallarino Lucía Marzal Martínez |
| 5.12.   | Oberpullendorf                                            | Lucija Ćirić Bagarić          | Mia Kupres Xenija Laskutowa                              |
| 12.12.  | Solapur                                                   | Priska Madelyn Nugroho        | Ankita Raina Prarthana Thombare                          |
| 12.12.  | Monastir                                                  | Silvia Ambrosio               | Sapfo Sakellaridi Chiara Scholl                          |
| 12.12.  | Scharm asch-Schaich                                       | Katy Dunne                    | Nahia Berecoechea Victoria Gomez                         |
| 12.12.  | Wellington                                                | Vivian Yang                   | Monique Adamczak Sophie McDonald                         |
| 12.12.  | Antalya                                                   | Anastassija Soboljewa         | Jana Mogilnizkaja Darja Lodikowa                         |
| 19.12.  | Kyōto Shimadzu All Japan Indoor Tennis Championships 2022 | Miyu Katō                     | Liang En-shuo Wu Fang-hsien                              |
| 19.12.  | Navi Mumbai                                               | Walerija Sawinych             | Priska Madelyn Nugroho Jekaterina Jaschina               |
| 19.12.  | Tauranga                                                  | Katherine Sebov               | Paige Hourigan Erin Routliffe                            |
| 19.12.  | Scharm asch-Schaich                                       | Stéphanie Visscher            | Anastasia Abbagnato Sandra Samir                         |
| 19.12.  | Monastir                                                  | Sapfo Sakellaridi             | Magdalini Adaloglou Sapfo Sakellaridi                    |
| 26.12.  | Gwalior                                                   | Vaidehi Chaudhari             | Vaidehi Chaudhari Xenija Laskutowa                       |
| 26.12.  | Monastir                                                  | Eliessa Vanlangendonck        | Magdalini Adaloglou Jaroslawa Bartaschewitsch            |